# Parti socialiste (Italie, 1996)
Ne doit pas être confondu avec Parti socialiste italien ou Parti socialiste italien (2007).
Le Parti socialiste (en italien, Partito socialista) est un parti politique italien qui a existé de 1996 à 2001.

## Historique
Le Parti socialiste est créé le 24 février 1996 par d'anciens membres du Parti socialiste italien, dissous deux ans plus tôt. Le 20 janvier 2001, il fusionne avec la Ligue socialiste et des groupes dissidents des Socialistes démocrates italiens pour former le Nouveau Parti socialiste italien.

## Premiers secrétaires
| Période   | Nom                |
| 1996-1998 | Ugo Intini         |
| 1998-2001 | Gianni De Michelis |